# Bedelarmband

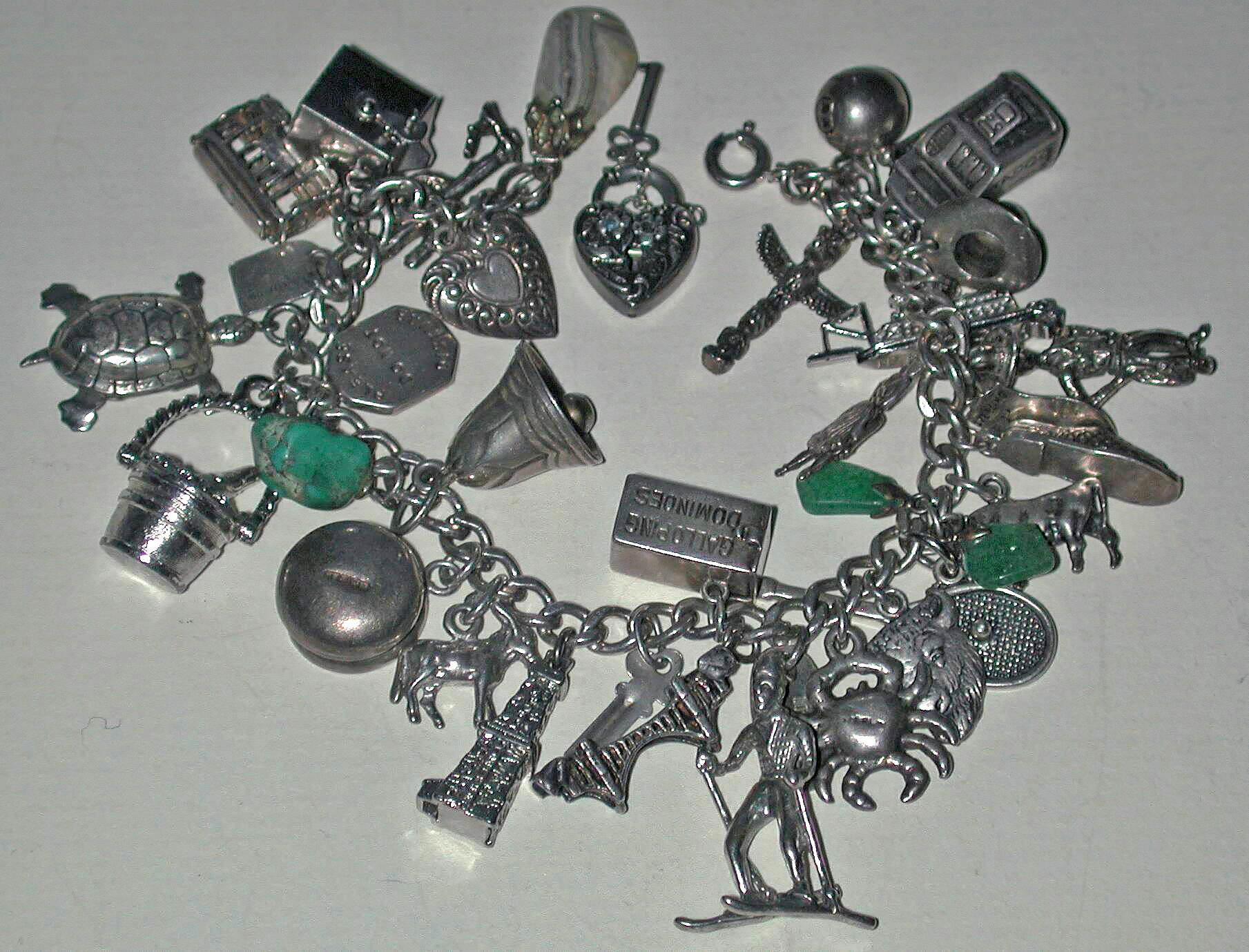
Een bedelarmband

Een bedelarmband is een armband waaraan kleine voorwerpjes (de bedeltjes) kunnen worden gehangen. 
Wie de armband wil bekijken, om te zien wat er allemaal aanhangt, moet dat kijken "betalen" door er een nieuw bedeltje aan te hangen (of door de belofte te doen er eentje te kopen). Dit "betalen om te kijken" wordt bedelen genoemd.
De afzonderlijke bedeltjes verbeelden zo de herinnering aan de schenker. De draagster weet precies van wie welk bedeltje is. 
De populariteit van de bedelarmband lag vooral voor de jaren 60 en met name onder jonge meisjes.
De oorspronkelijke bedeltjes waren van goedkoop materiaal (glas). Het gebruik van met name zilver werd, in de loop van de tijd, steeds gewoner.